# 東北沢駅
東北沢駅（ひがしきたざわえき）は、東京都世田谷区北沢三丁目にある、小田急電鉄小田原線の駅である。駅番号はOH 06。

## 歴史
- 1927年（昭和2年）4月1日：開設[1]。旅客・貨物取扱開始。
- 1966年（昭和41年）：貨物取扱廃止。
- 1978年（昭和53年）3月31日：代々木上原駅 - 当駅間複々線化。
- 2004年（平成16年）9月：地下化・複々線化工事着手[2]。
- 2005年（平成17年）10月1日：地下化・複々線化工事のため、2・3番線（急行線）使用停止[3]。
- 2006年（平成18年）11月25日：仮設橋上駅舎使用開始[3][4]。同時に上り線が仮設ホームへ切替[3]。
- 2009年（平成21年）4月25日：下り線が仮設ホームへ切替[3]。
- 2013年（平成25年）3月23日：当駅 - 世田谷代田駅間地下化。同時に仮設地下ホーム使用開始[5]。
- 2014年（平成26年）1月：駅ナンバリングが導入され、使用を開始[6]。
- 2015年（平成27年）5月16日：地上駅舎使用開始[7]。
- 2016年（平成28年）11月26日：地上駅舎完成[8]。
- 2018年（平成30年）
  - 3月3日：複々線化完成[9]。急行線（通過線）と緩行線本設ホーム運用開始[9]。
  - 3月17日：複々線化に伴うダイヤ改正に伴い、東京メトロ千代田線直通列車（全区間各停）停車開始[10]。

### 駅名の由来
開設時、駅所在地が「荏原郡世田ヶ谷町下北沢」の東の外れに位置していたことから、下北沢東側と言う意味で「東北沢」と名付けられる。
なお、旧版地図によると開設当時の小字は「下山谷」と言った。ただ、山谷駅があった付近（現・渋谷区内）との関連は特に見られず、紛らわしかった、と言うことも窺える。

## 駅構造
島式ホーム1面4線を有する地下駅。複々線区間で、外側が急行線、内側が緩行線で、緩行線上下線間にホームがある。
当駅付近では急行線・緩行線共に同一階層で並んでいるが、ホーム下北沢寄りは両線間が壁で隔てられ、急行線は下り勾配で緩行線直下へ潜る2層式形態となっている。

### のりば
| ホーム | 路線     | 方向 | 行先                   |
| ------ | -------- | ---- | ---------------------- |
| 1      | 小田原線 | 下り | 小田原・片瀬江ノ島方面 |
| 2      | 小田原線 | 上り | 新宿・ 千代田線方面    |

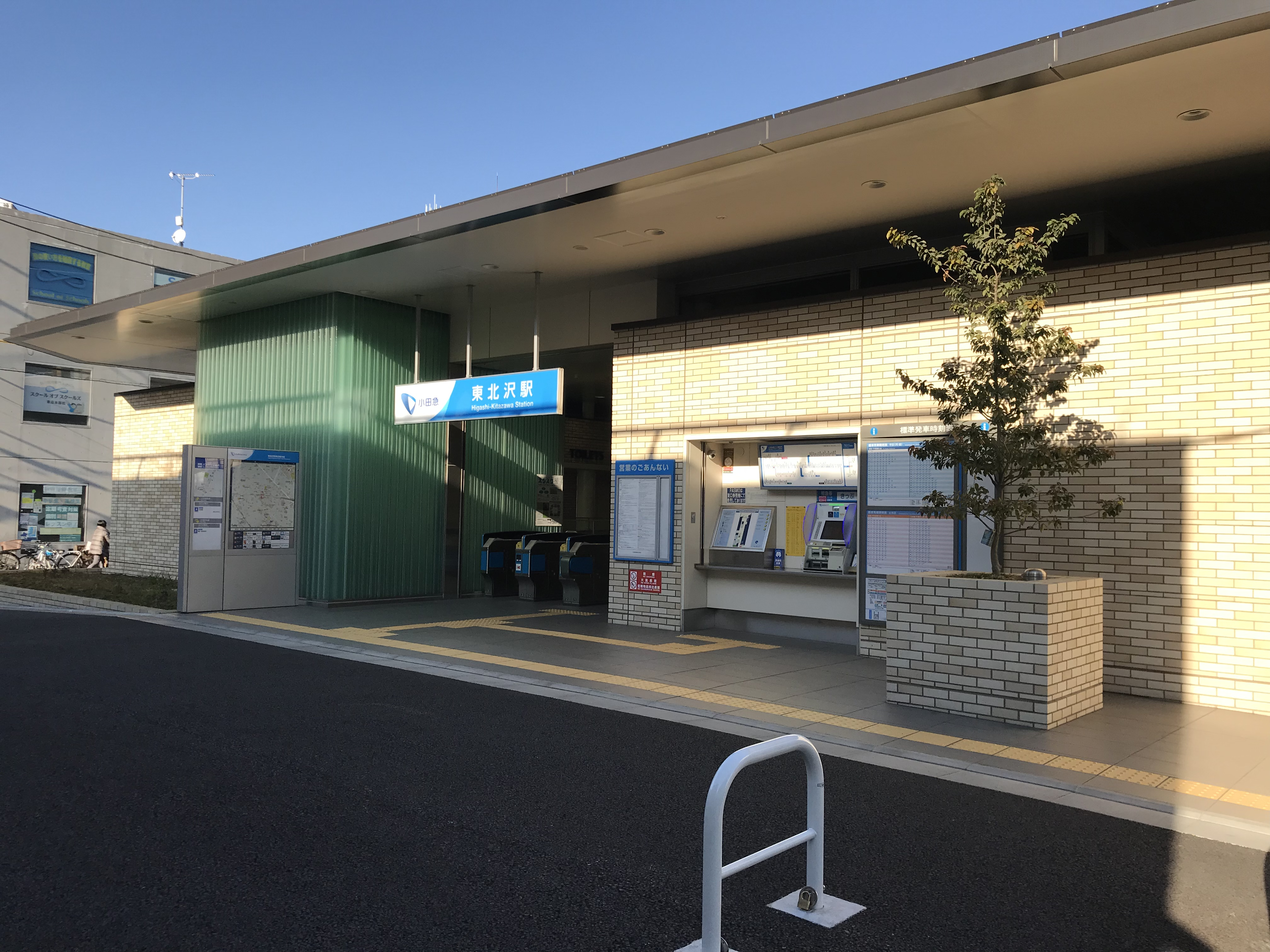
西口（2018年1月6日）
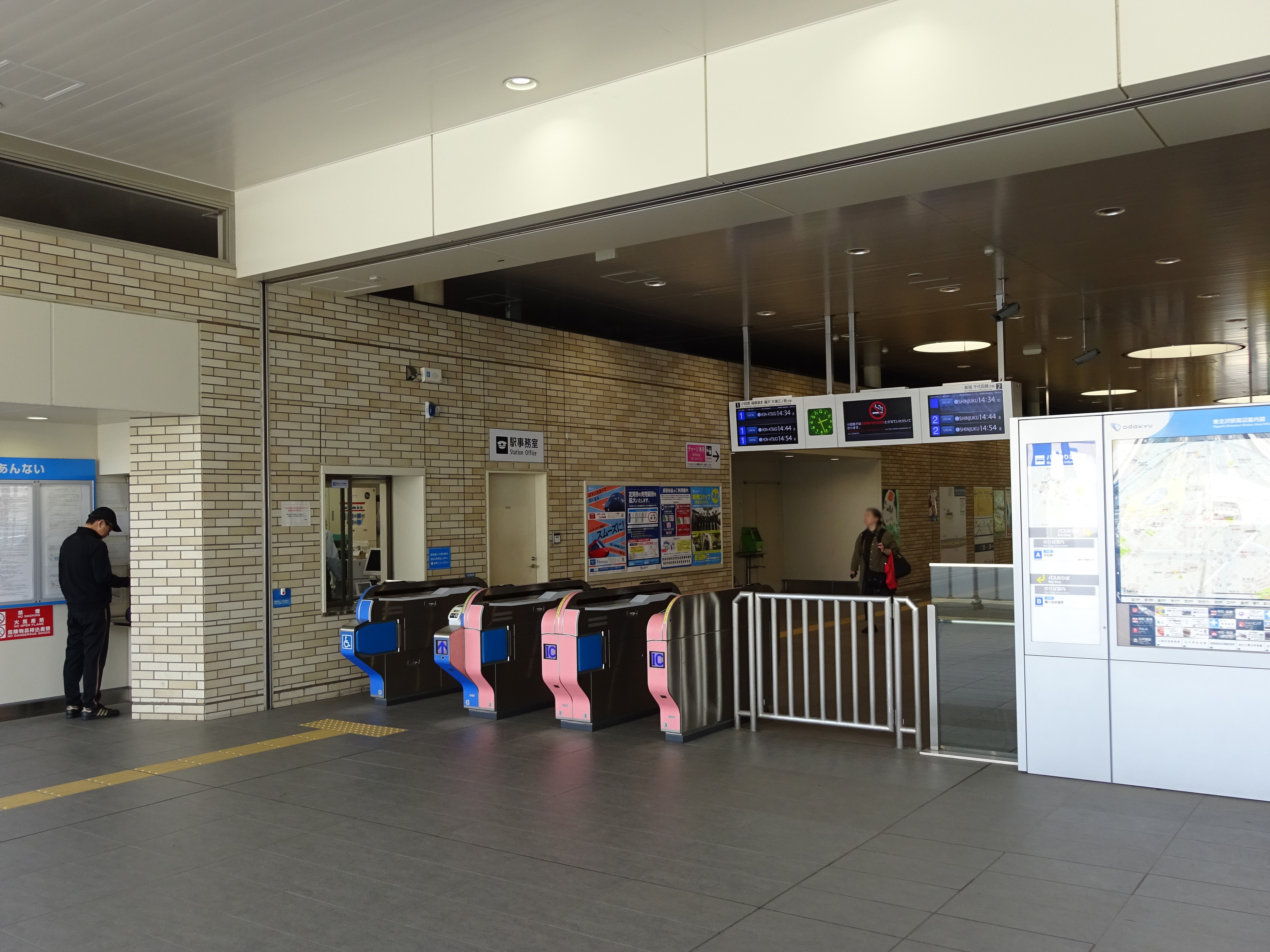
東口改札口（2019年4月7日）
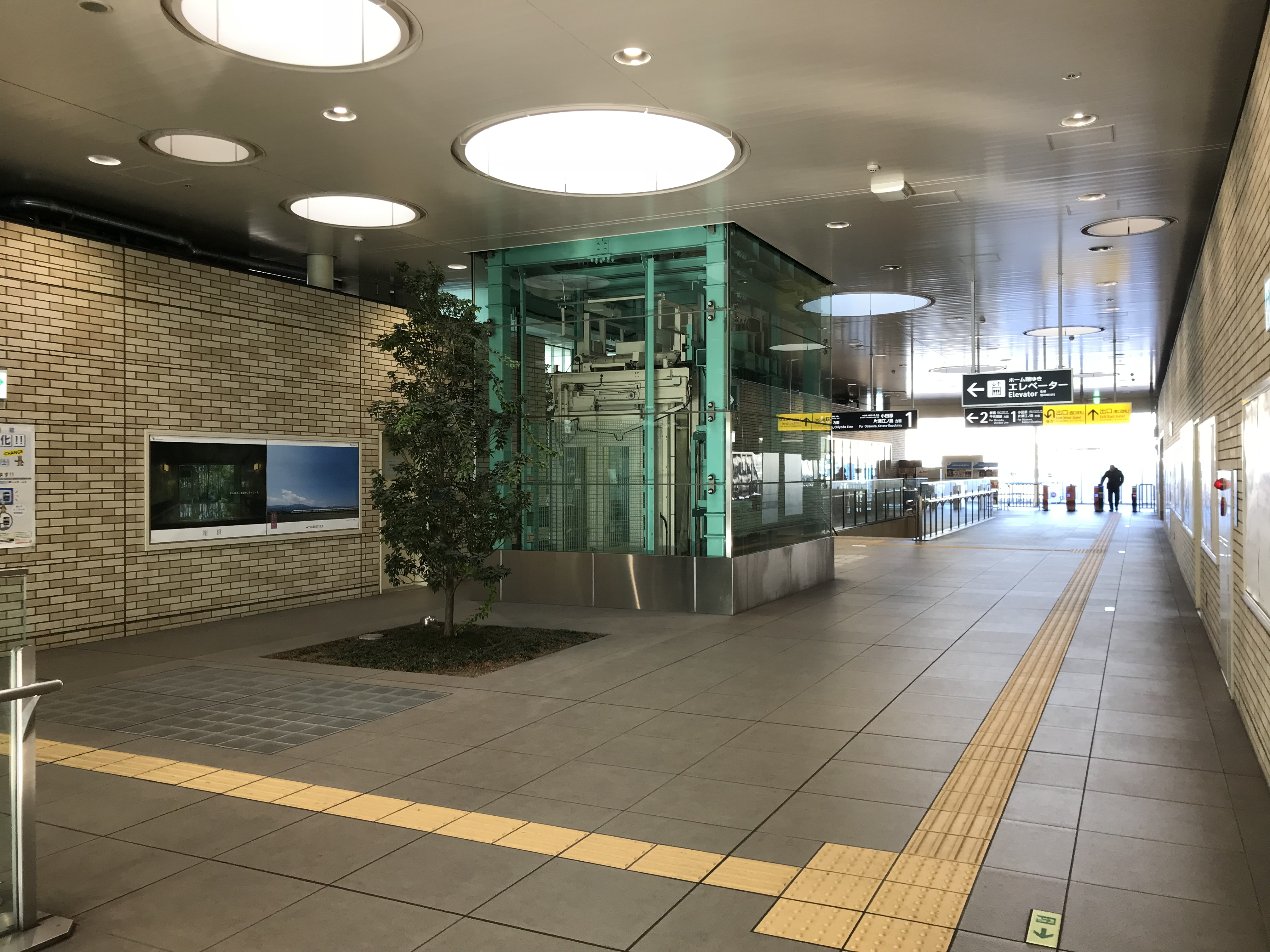
改札階（2018年1月6日）
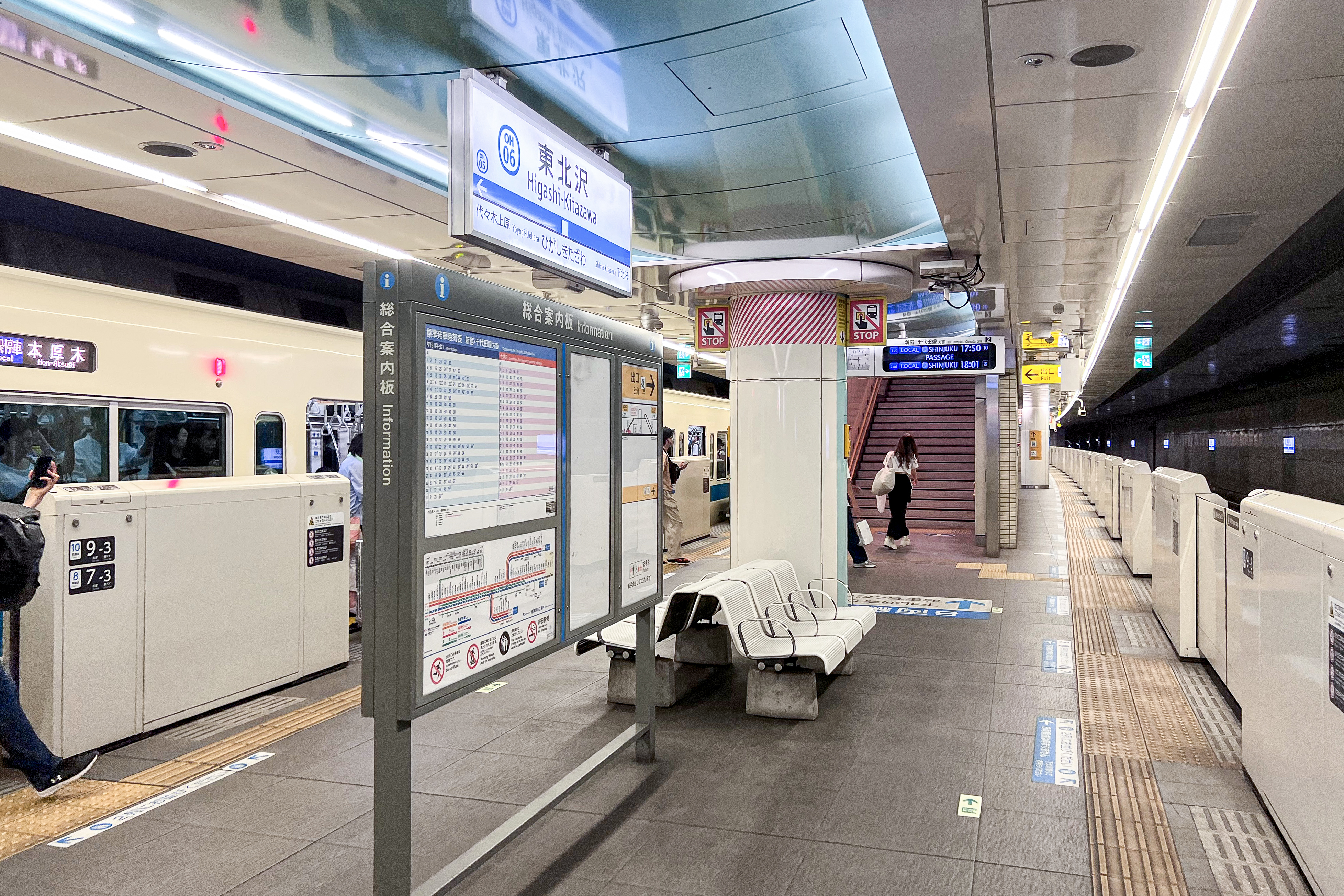
複々線化後のホーム（2023年8月5日）
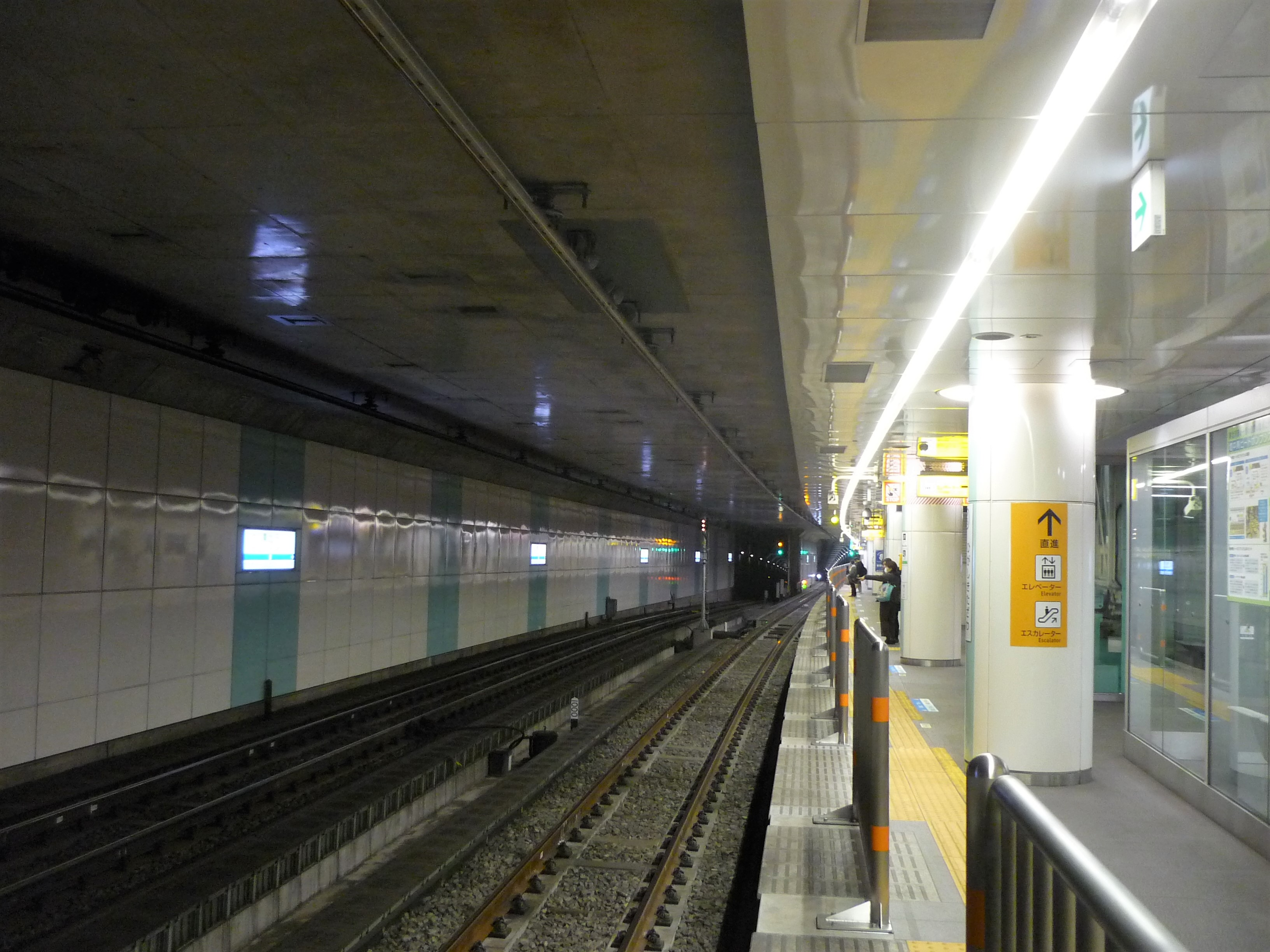
写真左側が急行線、右側が緩行線（2018年3月4日）

### 変遷

#### 地上駅時代
2006年（平成18年）11月24日までは、相対式ホーム2面4線（うち2線はホームに面せず）を有する地上駅であった。上りホームに駅舎と北口改札があり、両ホームは跨線橋で連絡し、跨線橋上に南口改札があった。駅舎の佇まいと比較的長い時間通過待ちで停車する各停の光景は郊外や下町の駅を彷彿させた。また、かつては貨物駅が新宿方（渋谷区内）にあり、代々木上原駅 - 当駅間高架複々線化まではその痕跡があった。高架複々線化後は当駅の小田原寄りで急行線と緩行線が合流し複線になっていた。当駅構内は2線が本線格で急行線、外側2線が側線格で緩行線になり、急行線にホームがない構造だった。通過線は、ホームがない通過専用線として1927年（昭和2年）に開業した時から存在していた。
その後、代々木上原駅 - 梅ヶ丘駅間連続立体交差化・複々線化工事に当たり、用地捻出のために複々線内側2線を撤去すると共に、内側線跡に上り仮設ホームと仮設橋上駅舎を建設し、2006年（平成18年）11月25日に上り線が移設された。仮設駅舎にはエレベーターが出入口とコンコース間に2基、コンコースとホーム間に2基、計4基新設された。これにより従来の北口改札は橋上に移された。同時に南口改札も臨時改札口として使用開始した。工事進捗に伴い、暫定複線化された2008年（平成20年）3月29日には単式ホーム2面2線、2009年（平成21年）4月25日 - 地下化までは島式ホーム1面2線と、形態が変化した。
この間に旧上りホームと旧駅舎解体を行い、跡地に上りトンネルと駅を建設した。上りトンネルと駅完成に伴い、上り線路を地下へ切替え、地上に下りホームと線路を移設、下りホームを撤去し、跡地に下りトンネルと地下ホームを建設した。
2013年（平成25年）3月23日の地下化に伴い、東京都道420号鮫洲大山線に跨る地上踏切が撤去された。

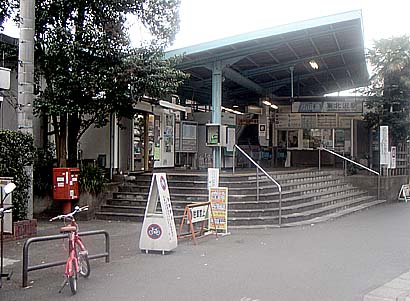
北口旧駅舎
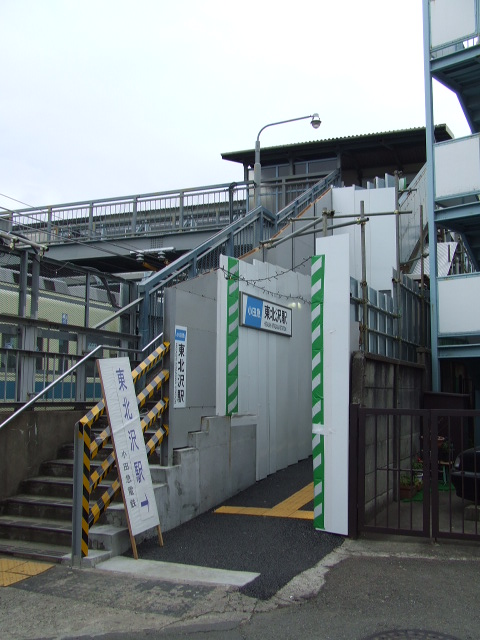
地下複々線化工事に伴い、開設された臨時口。写真右上に見える小屋は旧南口駅舎（2006年12月21日）。
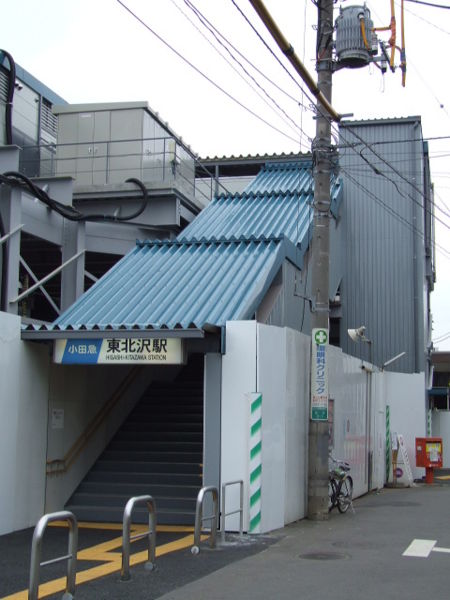
北口仮設駅舎（2006年12月21日）
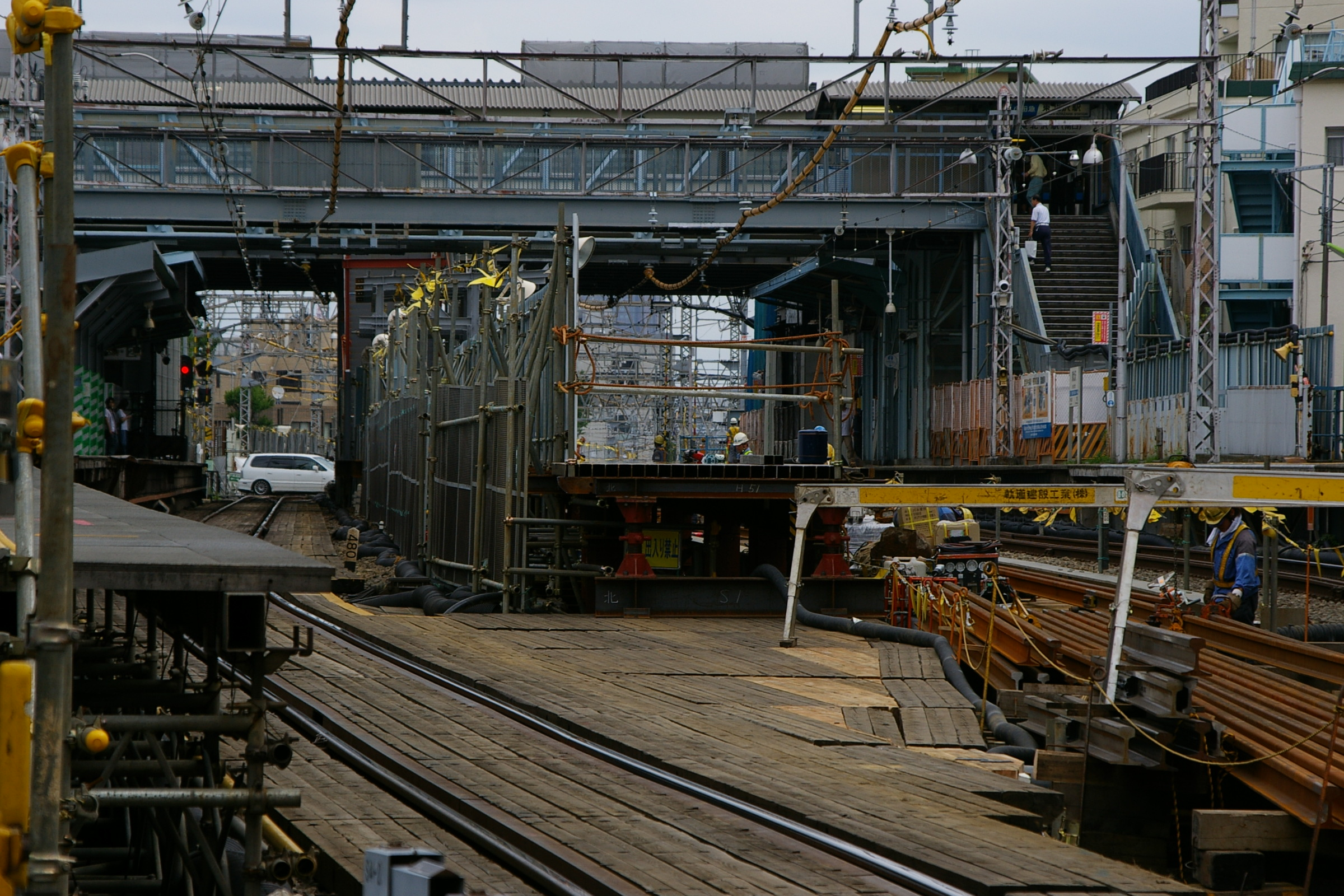
上り線仮ホーム建設中（2006年9月23日）
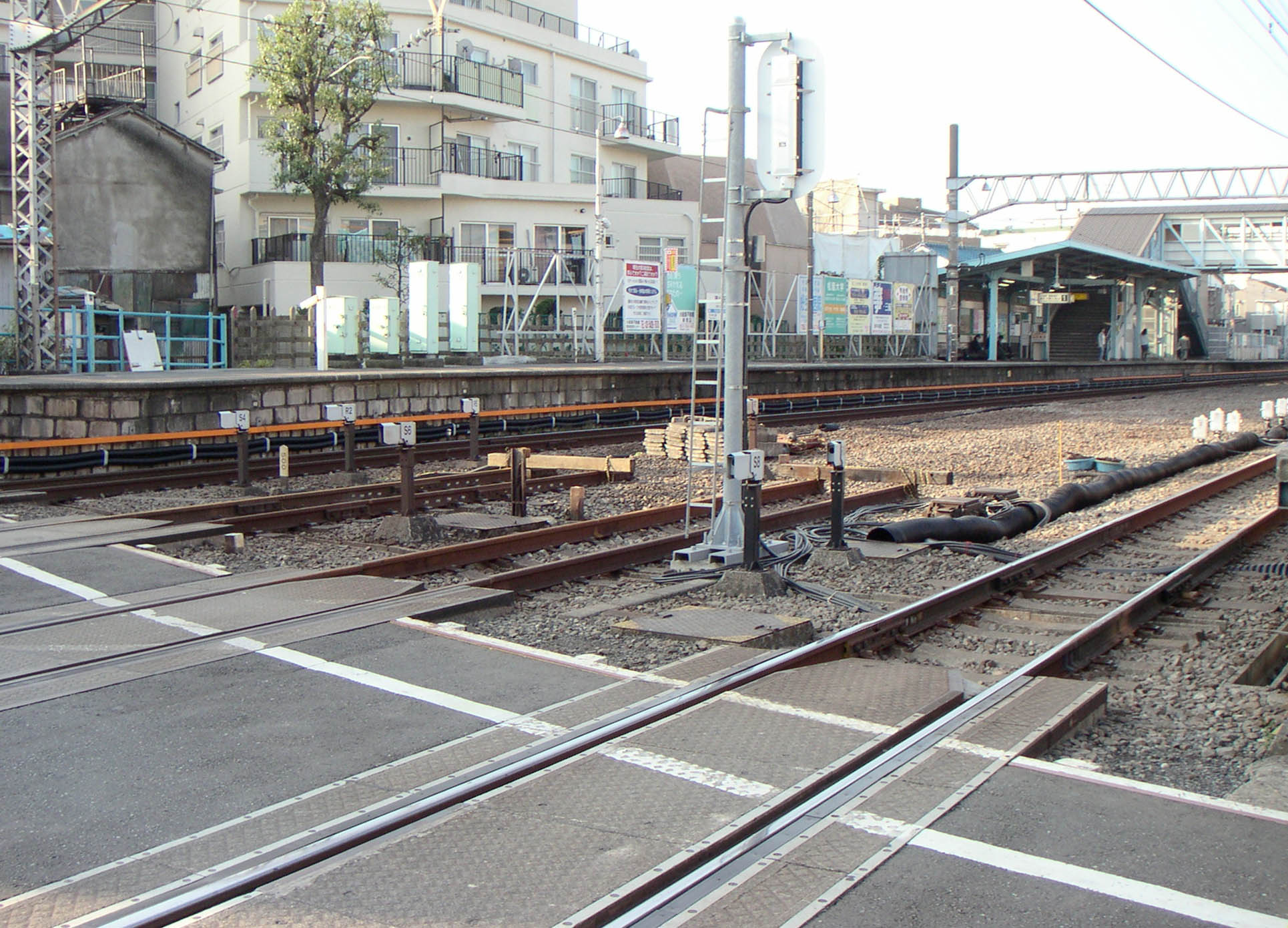
通過線が撤去された工事中の東北沢駅 （2005年10月）

#### 地下駅（複線）時代

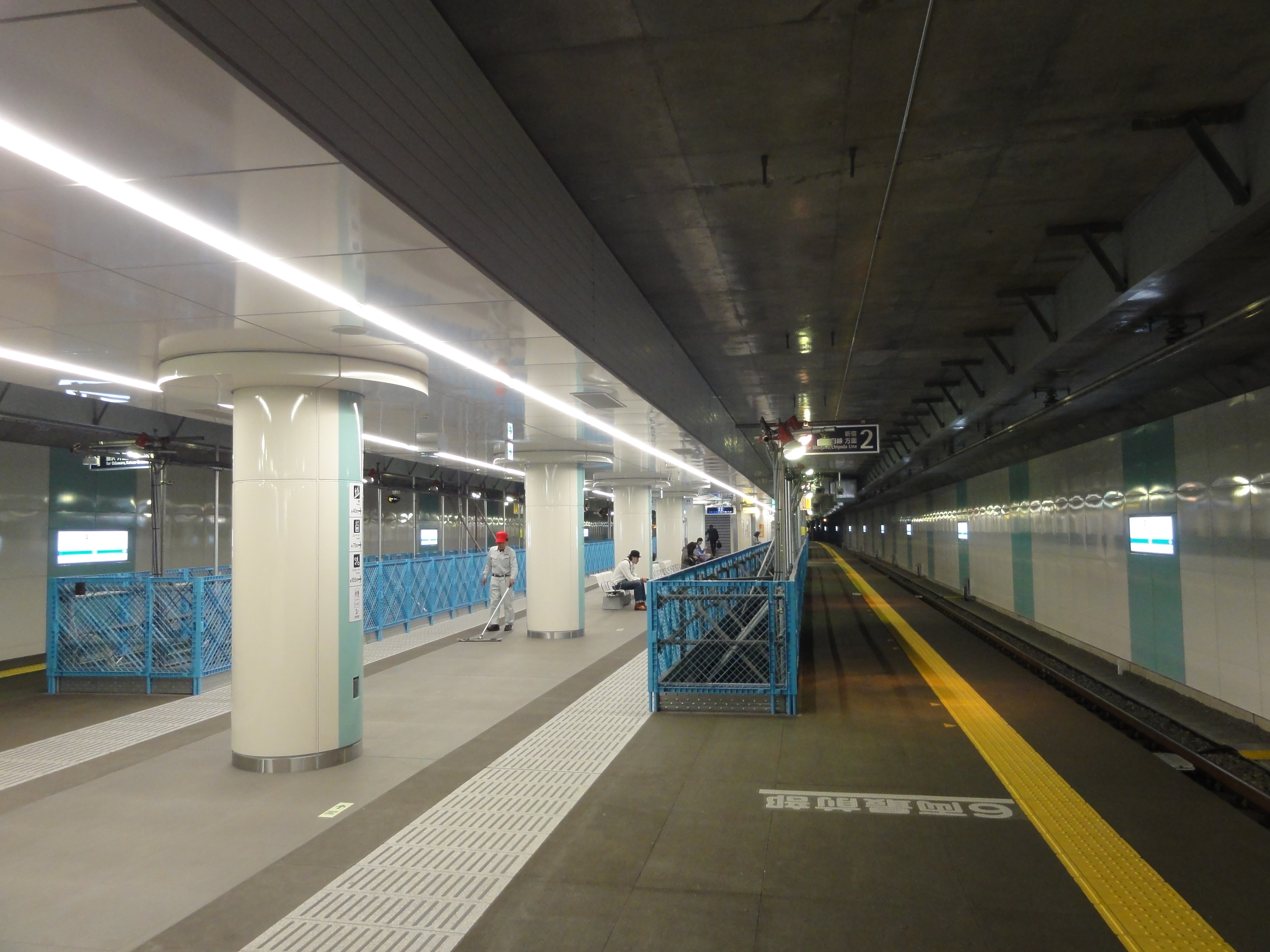
緩行線の線路上に設置された仮設ホーム（2013年4月20日）

2013年（平成25年）3月23日に地下化された。地下化当初は将来の急行線を本線として使用し、緩行線線路上を塞ぐ形で、本設ホームよりやや代々木上原寄りに8両編成分の仮設ホームが設けられ、ホームには新たにLCD式の発車標が設置された（2013年（平成25年）4月中旬より稼働）。その後、2015年（平成27年）5月16日からは仮設橋上駅舎に代わり、新地上駅舎が使用開始し、改札口は西口・東口の2か所にとった。
複々線の完成により、2018年（平成30年）3月2日終電限りで仮設ホームを使用終了、撤去の上で翌3日より緩行線に設置された本設ホーム全面使用を開始した。これによりホームが10両編成に対応するようになり、同年3月17日より、特急ロマンスカー除く上り（綾瀬方面行）千代田線直通列車が通過列車を含め、緩行線ホームを経由するようになった。

## 利用状況
2024年度（令和6年度）の1日平均乗降人員は8,030人である（小田急線全70駅中65位）。近年は減少傾向にあり、小田急線複々線区間では最も少ない。また、東京都内の小田急線の駅では南新宿駅に次いで2番目に少なく、全体でも富水駅に次いで5番目に少ない。
近年の1日平均乗降・乗車人員の推移は以下の通り。
| 年度               | 1日平均 乗降人員 | 1日平均 乗車人員 | 出典     |
| ------------------ | ---------------- | ---------------- | -------- |
| 1956年（昭和31年） |                  | 4,136            | [ * 1 ]  |
| 1957年（昭和32年） |                  | 4,373            | [ * 2 ]  |
| 1958年（昭和33年） |                  | 4,797            | [ * 3 ]  |
| 1959年（昭和34年） |                  | 5,307            | [ * 4 ]  |
| 1960年（昭和35年） | 11,440           | 5,441            | [ * 5 ]  |
| 1961年（昭和36年） | 12,097           | 5,725            | [ * 6 ]  |
| 1962年（昭和37年） | 12,602           | 6,050            | [ * 7 ]  |
| 1963年（昭和38年） | 12,884           | 6,273            | [ * 8 ]  |
| 1964年（昭和39年） | 13,954           | 6,847            | [ * 9 ]  |
| 1965年（昭和40年） | 14,583           | 7,178            | [ * 10 ] |
| 1966年（昭和41年） | 14,868           | 7,055            | [ * 11 ] |
| 1967年（昭和42年） | 14,872           | 7,011            | [ * 12 ] |
| 1968年（昭和43年） | 14,455           | 6,652            | [ * 13 ] |
| 1969年（昭和44年） | 13,986           | 6,674            | [ * 14 ] |
| 1970年（昭和45年） | 13,802           | 6,560            | [ * 15 ] |
| 1971年（昭和46年） | 12,684           | 6,358            | [ * 16 ] |
| 1972年（昭和47年） | 13,914           | 6,794            | [ * 17 ] |
| 1973年（昭和48年） | 13,680           | 6,708            | [ * 18 ] |
| 1974年（昭和49年） | 13,710           | 6,778            | [ * 19 ] |
| 1975年（昭和50年） | 13,875           | 6,606            | [ * 20 ] |
| 1976年（昭和51年） | 13,613           | 6,459            | [ * 21 ] |
| 1977年（昭和52年） | 14,030           | 6,427            | [ * 22 ] |
| 1978年（昭和53年） | 13,178           | 5,949            | [ * 23 ] |
| 1979年（昭和54年） | 11,784           | 5,541            | [ * 24 ] |
| 1980年（昭和55年） | 11,219           | 5,567            | [ * 25 ] |
| 1981年（昭和56年） | 11,913           | 5,516            | [ * 26 ] |
| 1982年（昭和57年） | 11,985           | 5,490            | [ * 27 ] |
| 1983年（昭和58年） | 12,645           | 5,528            | [ * 28 ] |
| 1984年（昭和59年） | 12,874           | 5,748            | [ * 29 ] |
| 1985年（昭和60年） | 13,198           | 5,795            | [ * 30 ] |
| 1986年（昭和61年） | 14,185           | 6,237            | [ * 31 ] |
| 1987年（昭和62年） | 14,007           | 6,135            | [ * 32 ] |
| 1988年（昭和63年） | 13,667           | 5,928            | [ * 33 ] |
| 1989年（平成元年） | 13,814           | 6,008            | [ * 34 ] |
| 1990年（平成02年） | 13,140           | 5,959            | [ * 35 ] |
| 1991年（平成03年） | 13,195           | 5,937            | [ * 36 ] |
| 1992年（平成04年） | 13,106           | 5,868            | [ * 37 ] |
| 1993年（平成05年） | 12,930           | 5,703            | [ * 38 ] |
| 1994年（平成06年） | 12,642           | 5,500            | [ * 39 ] |
| 1995年（平成07年） | 12,266           | 5,283            | [ * 40 ] |
| 1996年（平成08年） | 12,043           | 5,082            | [ * 41 ] |
| 1997年（平成09年） | 9,538            | 4,762            | [ * 42 ] |
| 1998年（平成10年） | 9,185            | 4,562            | [ * 43 ] |
| 1999年（平成11年） | 8,923            | 4,334            | [ * 44 ] |
| 2000年（平成12年） | 8,896            | 4,284            | [ * 45 ] |
| 2001年（平成13年） | 9,018            | 4,275            | [ * 46 ] |
| 2002年（平成14年） | 9,114            | 4,344            | [ * 47 ] |
| 2003年（平成15年） | 8,862            | 4,199            | [ * 48 ] |
| 2004年（平成16年） | 8,407            | 4,077            | [ * 49 ] |
| 2005年（平成17年） | 7,702            | 3,740            | [ * 50 ] |
| 2006年（平成18年） | 7,632            | 3,696            | [ * 51 ] |
| 2007年（平成19年） | 7,580            | 3,713            | [ * 52 ] |
| 2008年（平成20年） | 6,876            | 3,370            | [ * 53 ] |
| 2009年（平成21年） | 6,683            | 3,266            | [ * 54 ] |
| 2010年（平成22年） | 6,386            | 3,132            | [ * 55 ] |
| 2011年（平成23年） | 6,222            | 3,055            | [ * 56 ] |
| 2012年（平成24年） | 6,391            | 3,142            | [ * 57 ] |
| 2013年（平成25年） | 6,586            | 3,251            | [ * 58 ] |
| 2014年（平成26年） | 6,422            | 3,179            | [ * 59 ] |
| 2015年（平成27年） | 6,506            | 3,225            | [ * 60 ] |
| 2016年（平成28年） | 6,523            | 3,230            | [ * 61 ] |
| 2017年（平成29年） | 6,729            | 3,332            | [ * 62 ] |
| 2018年（平成30年） | 7,071            | 3,510            | [ * 63 ] |
| 2019年（令和元年） | 7,335            | 3,648            | [ * 64 ] |
| 2020年（令和02年） | 5,596            | 2,795            | [ * 65 ] |
| 2021年（令和03年） | 6,298            |                  |          |
| 2022年（令和04年） | 7,086            |                  |          |
| 2023年（令和05年） | 7,599            |                  |          |
| 2024年（令和06年） | 8,030            |                  |          |

## 駅周辺
宇田川（渋谷川流域）と北沢川（目黒川流域）の分水嶺に当たる台地の尾根上に位置し、地形的には両隣駅（代々木上原駅・下北沢駅）へ向けて下り勾配となる。以前この尾根上には三田用水が通されており、駅の下を流れていた。
駅東側で交差する東京都道420号鮫洲大山線が渋谷区と世田谷区の境界に当たり、沿道に商店街が見られるほか、南側では目黒区の境界とも交わる。周辺は戸建中心の住宅地が広がるが、駅南東には松蔭大学附属松蔭中学校・高等学校や東京大学駒場リサーチキャンパスといった学校施設が所在する。
また京王電鉄井の頭線の池ノ上駅が当駅の約600メートル南にあり、経路により徒歩10分前後で到達できる。

### バス路線
「東北沢駅」停留所に京王バスが乗り入れる。

2021年（令和3年）4月1日より、新設された駅前ロータリーへ乗り入れる代わりに、それまでの東北沢（「駅」の付かない路上停留所）から幡ヶ谷折返所までの区間が廃止された。また2023年（令和5年）3月1日より、日中時間帯のみ東北沢駅から笹塚駅まで延長し、渋65系統東北沢・笹塚循環として運行開始。同時に東急バスから京王バスへ移管された。
- 渋55：渋谷駅行
- 渋65：東北沢・笹塚循環（笹塚駅方面、渋谷駅方面）

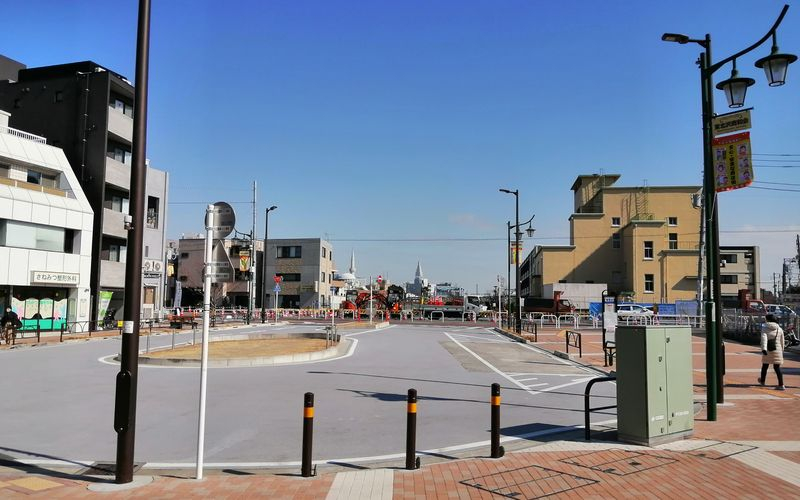
駅前ロータリー（2023年2月）。遠方に東京ジャーミイ、ドコモタワーが見える。

## 貨物輸送
開設時より、相模川など小田急沿線の河川から採取される砂利を輸送する貨物列車が運行されていた。その際に当駅新宿寄りには専用施設が設置され、採取した砂利を東京へ向けて輸送していた。この貨物輸送は1966年（昭和41年）に廃止となった。

## 隣の駅
小田急電鉄
 小田原線

■快速急行・□通勤急行・■急行・□通勤準急・■準急
通過
■各駅停車
代々木上原駅 (OH 05) - 東北沢駅 (OH 06) - 下北沢駅 (OH 07)